# ناهید
ناهید [Nāhid] یا اَرِدْویسورَ اَناهیتا [ardwisarā Anāhitā]، برگرفته از نام «اَناهید» [Anāhid] در پارسی میانه و «اَناهیتا» [An-āhita] در پارسی باستان است. این نام از پیشوند منفی «-a» (اَ-) و واژهٔ اوستایی «-āhita»(آهیته)، (یعنی «آلوده») ساخته شده است و یعنی «نالوده» (نا آلوده)، «بی‌آلایش»، و «پاک».«اَ» نفی بنا به قاعدهٔ دستور زبانی اوستایی، چون به کلمه آهیته پیوسته مابین آنها نون وقایه فاصله شده است.  
ناهید همان آناهیتا و الهه واراهی در هند است

## ایزدبانوی آبها
اَناهیتا، در فرهنگ ایران باستان، ایزد آبان (آب‌ها) است که استراب (یعنی «ستارهٔ آب‌ها») نیز نامیده می‌شده است.

## سیاره
«ناهید»، نام دیگر سیاره زهره (ونوس) در سامانهٔ خورشیدی است. جایگاه آن در دانش هیئت، گسترهٔ (اقلیم) پنجم در آسمان سیُم است. آن را «ستارهٔ خنیاگر» نیز می‌نامند.
چند نمونه از سروده‌هایی که نام ناهید در آن‌ها آورده شده است:
| خداوند کیوان و گردان سپهر |  | فروزندهٔ ماه و ناهید و مهر |
|                           |  | (فردوسی)                  |

| از کحل شب چو دیدهٔ ناهید شب گمار |  | روشن شود چو اختر صبح منورم |
|                                 |  | (ناصرخسرو)                 |

| نخستین فلک ماه را منزل است |  | دگر تیر را باز ناهید راست |
|                            |  | (ناصرخسرو)                |

| سماع ناهید آخر ز مردمان که شنید |  | که خواند او را اخترشناس خنیاگر |
|                                 |  | (مسعود سعد، دیوان، ص 348)      |

## نام دخترانه
نام‌های «ناهید»، «اَناهید» و «آناهیتا»، در میان ایرانیان، برای دختران گذاشته می‌شوند.